# Eli’ezer Peri
Eli’ezer Peri (hebr.: אליעזר פרי, ur. 2 lutego 1902 w Surochowie (obecnie Polska), zm. 1 grudnia 1970) – izraelski polityk, w latach 1949–1955 poseł do Knesetu  z listy Mapam.
W wyborach parlamentarnych w 1949 po raz pierwszy dostał się do izraelskiego parlamentu. Zasiadał w Knesetach I i II kadencji.